# Psyttalia flexicarina
Psyttalia flexicarina är en stekelart som först beskrevs av Fischer 1975.  Psyttalia flexicarina ingår i släktet Psyttalia och familjen bracksteklar. Inga underarter finns listade i Catalogue of Life.